# Майдан (Харьковская область)
Майдан (укр. Майдан) — село в Валковской городской общине Богодуховского района Харьковской области Украины.
Код КОАТУУ — 6321287003. Население по переписи 2001 г. составляет 47 (19/28 м/ж) человек.

## Географическое положение
Село Майдан находится в начале балки Майдановая по которой течет пересыхающий ручей и через 3 км впадает в реку Чутовка.
Примыкает к селу Першотравневое (Полтавская область).
В 3-х км находится село Очеретово.

## История
- 1651 — дата основания.

## Экономика
- В селе есть молочно-товарная ферма.